# 1960年代香港
香港的1960年代跟隨過去十年的經濟步伐，製造業繼續發展與擴張。雖然香港在這十年長期處於局勢不穩，期間因為天氣乾旱導致香港須要連續制水，又因為中國大陸的文革令香港發生造成嚴重傷亡的六七暴動，但香港經濟在局勢不穩中仍穩步成長，並在下個十年成為亞洲四小龍，逐漸發展為先進經濟體。
隨著經濟的急速發展，加上政府積極發展基礎建設及公共房屋，香港居民的生活質素普遍較1950年代有所改善。澳門左派在一二·三事件取得成功後，香港左派仿效前者，將文化大革命鬥爭模式引入勞工組織並煽動造反。然而受到中國大陸的不穩定因素所影響，香港社會本身累積了不少民怨，導致兩場嚴重騷動的出現。但騷動過後，港府更積極研究如何改善民生問題，為未來十年的民生政策改革鋪路。

## 背景
1960年代可說是香港經濟的轉捩點。香港在1960年的人均生產總值只有400餘美元，只屬於發展中國家的較低水平，如與同時期的其他經濟體作比較，大約相當於希臘、秘魯和南非，而阿根廷的人均生產總值是香港的兩倍，委內瑞拉的人均生產總值則是香港的三倍。儘管香港受到中國大陸的文革風潮影響而出現嚴重的動亂，但香港工業在出口需求下繼續擴張，仍然對勞動力有大量需求，這使香港製造業得以持續發展。香港的註冊工廠的數目，由1950年代的3,000家增至1960年代的10,000家，註冊外資公司的數目也由300家增至500家。雖然香港經濟開始高速增長，市民的生活水平亦穩步上升，但薪資在低技術工種為主及勞動力充裕下仍處於較低水平，一般市民的收入只能滿足日常生活所需，投資及消費能力仍然較低。香港政府的財政在出口貿易增長的帶動下漸漸穩健，開始有能力開展建設公路、隧道及擴建機場等基建工程，同時籌劃發展新市鎮容納新增的人口。

## 社會

### 人口
香港人口在1960年約為301萬，雖然1960年代的人口增長幅度已較1950年代有所放緩，但仍處於人口高增長期。

### 法律與治安
香港在1960年代的局勢仍然相當不穩定。雖然國民政府在香港的影響力較1950年代減少，但中國大陸的文化大革命，使香港政局動蕩不安。1966年，因為天星小輪加價事件，香港爆發六六暴動。由於當時渡海小輪是香港和九龍唯一渡海交通工具，所以小輪加價被認為直接影響民生，有示威者發起請願收集了超過20,000個簽名，抗議香港多個公共交通公司加價，市民繼而上街抗議，其後局勢失控，引起九龍連續兩晚出現騷亂，結果導致1,800人被捕。
六六暴動平息後不足一年，香港在1967年又發生另一場更嚴重的六七暴動。周恩來聲明「長期打算、充分利用」方針，禁止左派人士製造香港社會不穩。在香港的左翼共產份子為響應共產黨發起的文化大革命，意圖顛覆英國殖民地政府的統治，他們左手執毛語錄，邊示威邊高喊「反英抗暴」的口號，又企圖以中國人身份認同煽惑市民加入，有雙層巴士遭暴徒縱火焚毀，而在香港邊境的沙頭角則有中共民兵越境入侵爆發沙頭角槍戰。為使香港政府承受更大壓力，鬥委會在中共支持下號召暴徒將騷亂升級為街頭炸彈恐怖襲擊，暴徒在港九各區放置大量土製炸彈及假炸彈，意圖造成社會恐慌。8月20日下午，恐怖份子在北角清華街擺放的炸彈炸死一對年幼姊弟，香港商業電台節目主持人林彬在廣播節目諷刺及貶斥親共份子這次恐怖活動，《文匯報》隨即在新聞報導中將林彬的名字改為「臨殯」，林彬於8月24日在駕車返回電台的路上遭到恐怖份子攔截及用汽油活活燒死。據香港警務處記錄顯示，由1967年5月11日至1968年6月1日期間，共有51人死亡（反對人士25人），848人受傷（反對人士336人），4,498人被捕；直至1968年6月14日，共253宗爆炸，5,087宗無爆炸炸彈報告，1,525枚真炸彈，4,927枚詐彈，2,645宗錯誤警報。雖然香港在這次暴亂出現嚴重傷亡，但作為中國共產黨喉舌的《人民日報》卻接連發表社論支持這次左翼暴亂，香港的親共報章亦發文支持恐怖活動，《大公報》的標題便以「在香港仔和深水埗連環炸彈相繼揚威」讚揚發動炸彈襲擊的恐怖份子，但對於有兒童被炸死則隻字不提。這場中共支持的左派暴亂演變為接連的恐怖襲擊後造成多名市民無辜喪生，親共組織不但未能動搖港英政府的統治，更令普羅大眾對中國共產黨產生更大的恐懼和反感，最終暴亂份子於1967年12月在中國總理周恩來的批示下結束這次暴動。六七暴動平息後，在香港的親共勢力遭到削弱，香港政府也開始著手改善房屋、教育及福利等多方面，以期舒解民怨及加強社會凝聚力。

### 醫療
1960年至1965年，行政局嘗試改善醫療系統以提供價錢低廉的健康服務給香港市民，於是醫療部門擬出一份預測未來15年市民對醫療服務的建議書。香港流感是一種最初1968年在香港爆發的流行性感冒，該病隨後在同年傳到美國，疫情一直持續到1969年。由於香港在十多年間新增大量人口，市區人口密集，社會衛生水平又尚待改善，令傳染病很容易在社區傳播，除了流行性感冒外，麻疹和白喉都是常見傳染病，還有傷寒和霍亂亦時有發生，市民患病後求醫亦受制於其時的醫療資源和水平，患上傳染病成為當時市民其中一個主要死因，當中因感染傳染病而死亡的個案有很多都是兒童，因此政府在1960年代末期推行香港兒童免疫接種計劃，期望透過免費及有系統的兒童疫苗接種計劃降低兒童的死亡率。
1963年9月，伊利沙伯醫院啟用，是一家設有24小時急症室服務的大型公立綜合醫院。
1961年11月3日，東華醫院進行香港首三例眼角膜移植手術，這是三位美國眼科專家到香港講解及指導本地醫生進行角膜移植手術的一項活動，並由美國捐出手術所須的眼角膜，他們從美國帶來的藥物及儀器亦移交給香港，以助香港進行角膜移植手術。
1969年，香港首宗腎臟移植手術在瑪麗醫院成功完成。

### 房屋

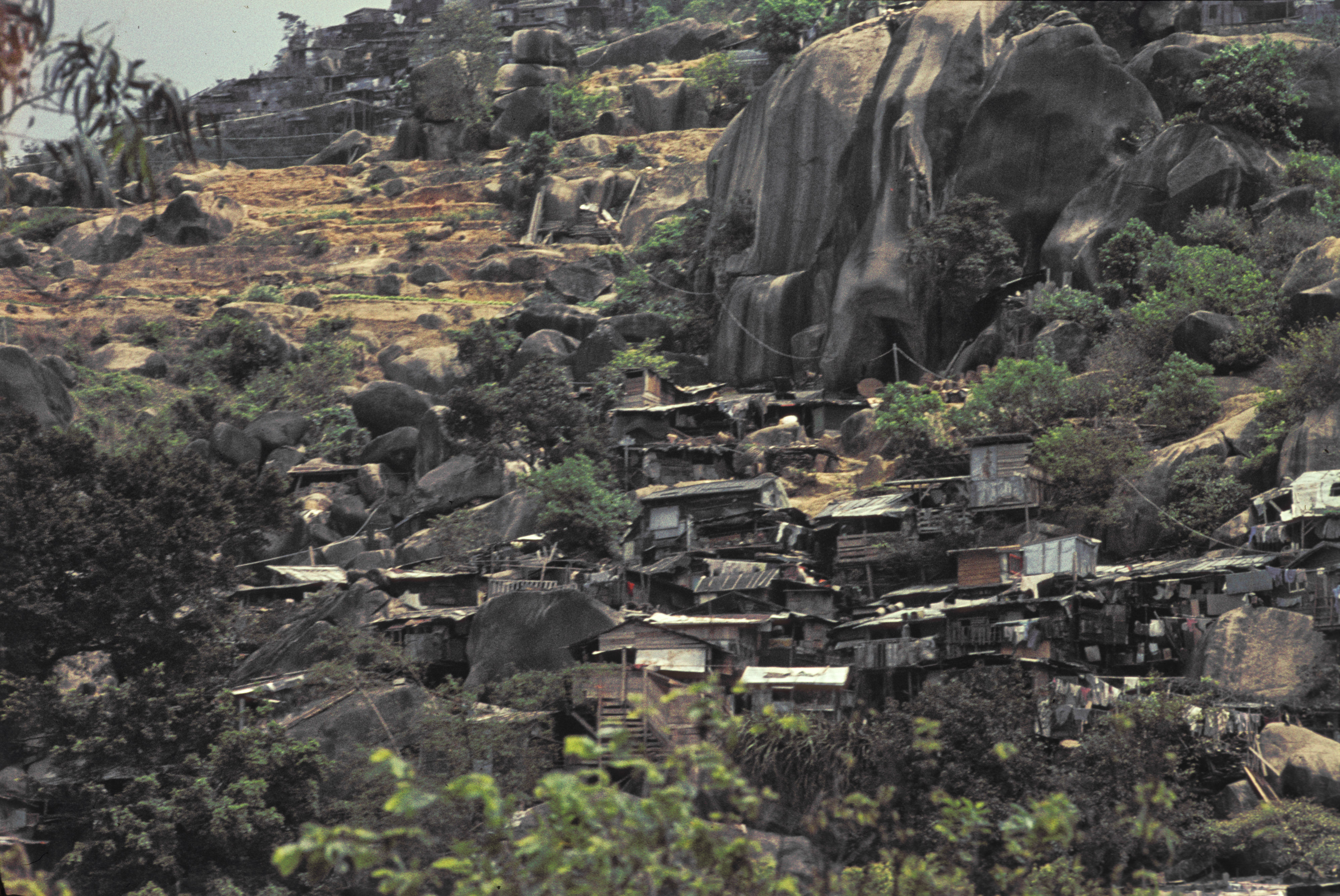
1965年的山上寮屋區，1960年代初有1/4人口生活在寮屋

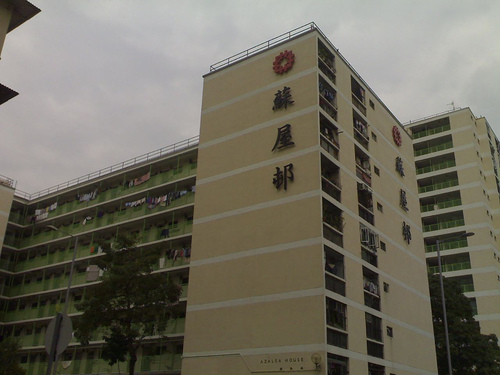
九龍深水埗區的蘇屋邨，1960年落成的政府廉租屋邨

自1960年起，香港屋宇建設委員會開始推出廉租屋邨，包括長沙灣蘇屋邨、荃灣福來邨及牛池灣彩虹邨等等。相比起1950年代的徙置區，這些廉租屋邨經已設有獨立廁所及廚房。在1960年代興建的公共屋邨，大多為16層高。

### 市政設施

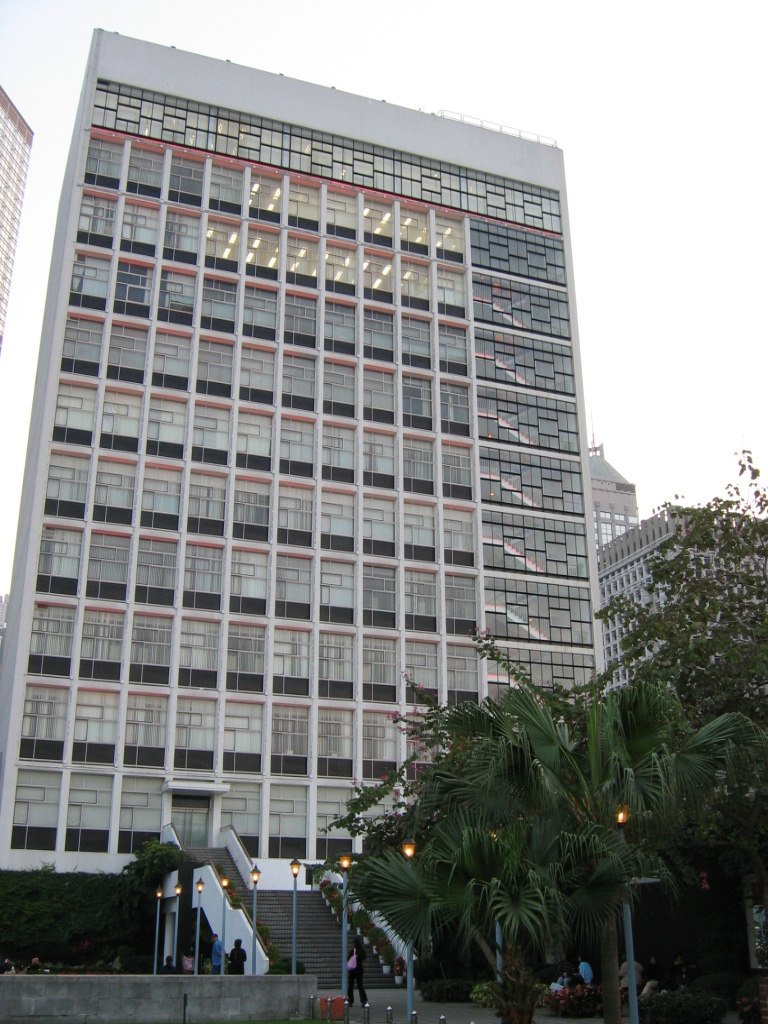
香港大會堂

1962年3月2日，位於香港島中環的香港大會堂由當時的香港市政局正式啟用，成為香港第一座公共文娛中心。當中的大會堂公共圖書館，同時是香港戰後第一所公共圖書館。另一方面，1963年3月，香港首座多層街市燈籠洲街市於銅鑼灣渣甸街正式啟用。1965年，洋紫荊正式被定為香港市花。

### 教育
政府跟隨公共教育制度的步伐，在1954年至1961年間，開設了超過300,000個小學學位。在1966年，雖然小學校舍不足，但已有99.8%的適齡學童入讀小學
。1963年，港府發表《教育委員會馬殊－森遜報告書》，落實取消小學入學試、擬定資助則例、擴展新界中學學位、減低師生比例等措施，並於1965年6月發表《香港教育政策白皮書》，建議讓80%兒童可以入讀由政府資助的小學，及使約15%的小學畢業生能升讀官立中學、資助中學及若干選定的私立中學。
1961年6月，香港中文大學的籌備工作正式展開，把當時的三所中文專上學院合併，至1963年10月17日正式成立，打破了英國普遍在殖民地只設一所大學的傳統。由於香港工業化對技術人才有急切需求，政府在1969年成立摩理臣山工業學院。

## 自然災害

### 旱災
在1963年和1967年，因為香港出現嚴重旱災，加上食水供應不足以支持人口的急劇增長，香港需要實施限制供水政策，每四天只有四小時供應淡水，每次供水市民都要輪候取水，自行儲存四天份量的食水。旱災促使港府要求中國大陸出售食水，雙方終於在1964年正式簽訂協議，並從1965年3月開始進行東深供水工程增加食水來源。
值得一提的是，當時香港的唐樓水壓通常不足，如果下層的住戶在供水時把水龍頭大開，水就不能到達上層的住戶。當上層發現下層有人大開水龍頭時，上層住戶就會大叫「樓下閂水喉」（樓下關水龍頭）。

### 颱風
香港於1960年代受到多個強烈的颱風吹襲，造成重大的經濟損失和嚴重的人命傷亡。引起香港天文台懸掛十號颶風訊號達6個之多。其中在1960年6月吹襲香港的颱風瑪麗，造成45死127傷，摧毀了大約10,000個家園。而在1962年吹襲香港的颱風溫黛，創下香港最低氣壓、最高每小時平均及最高陣風的風速紀錄，為吹襲香港最具災難性的颱風其中之一，產生的巨浪在沙田、火炭和馬料水等環繞吐露港的低地造成嚴重水浸，導致130人死亡，72,000人無家可歸。

## 經濟

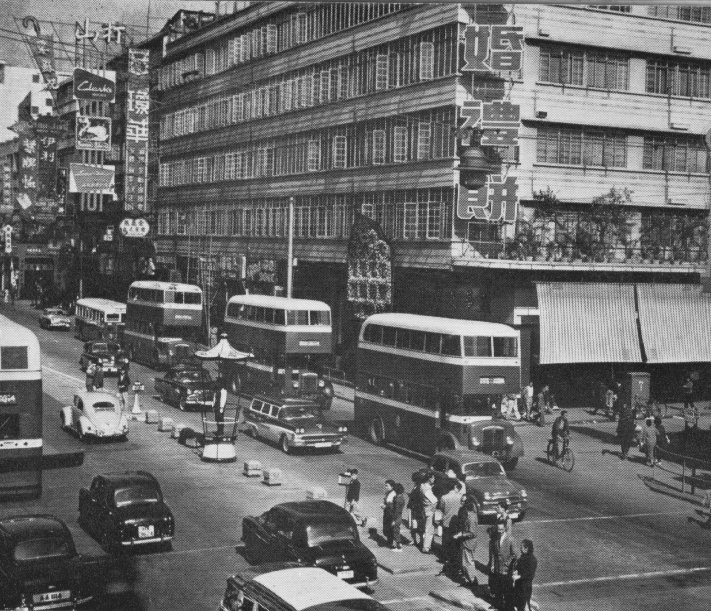
1960年九龍彌敦道

聯合國對中國禁運期間，香港經濟一度停滯不前，香港人遂開始發展工業；由於人口激增，香港不能再依賴港口來維持繁榮；香港之工業革命最初以棉織業為主，其後逐漸發展毛織業，到1960年代後期，更擴展至人造纖維及成衣製造業:204。

### 交通及基建

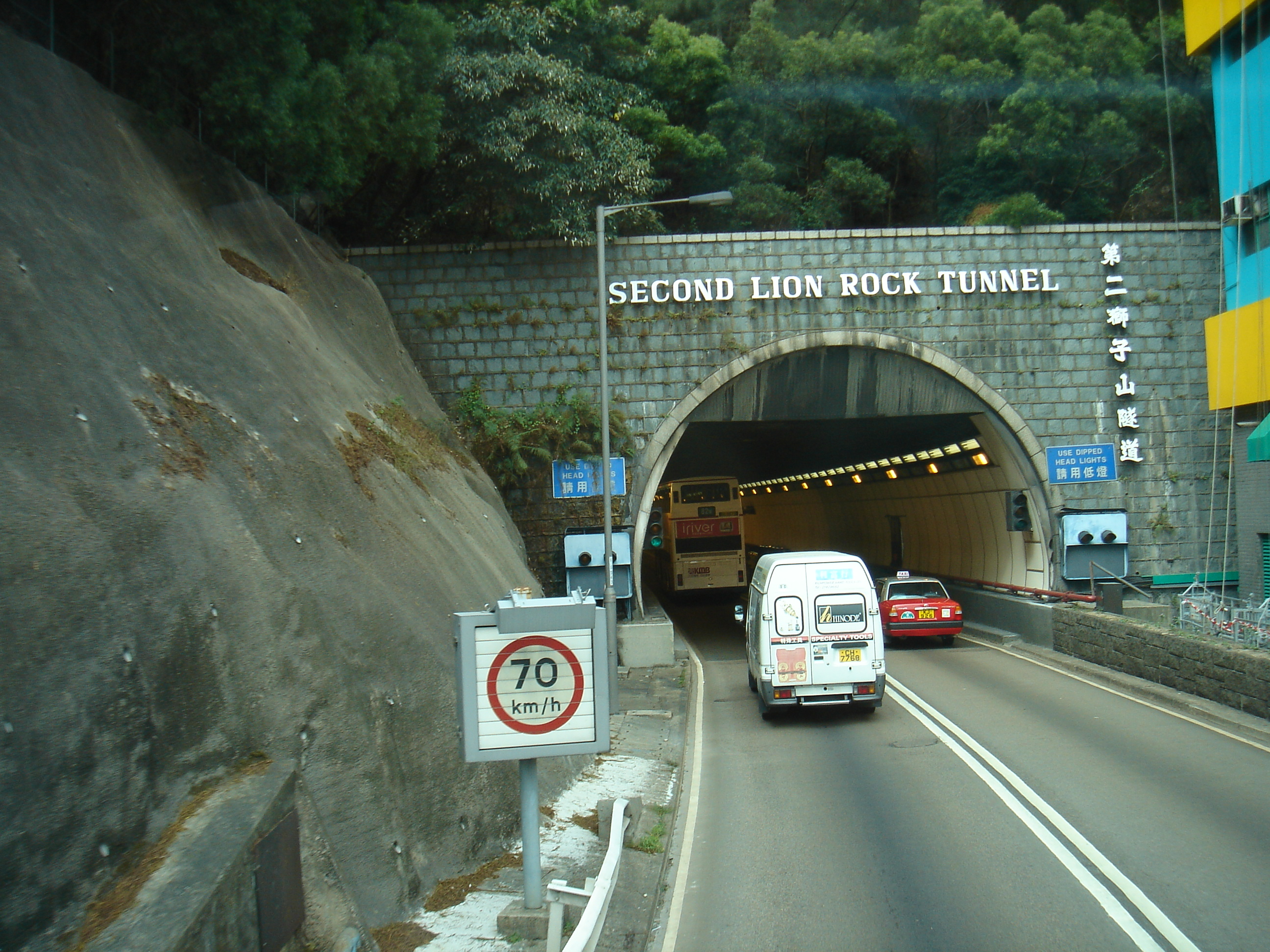
貫通九龍和新界沙田的獅子山隧道於1967年通車

高速公路、大厦、隧道和水塘的興建使建造工業的需求量增加。在1962年，葵涌與荃灣的衛星城市發展完成之後，開始往西邊的屯門和北邊的沙田發展
。另一方面，石壁水塘及下城門水塘先後於1963年及1965年落成，惟無法即時解決當時的缺水問題。此外，香港島北岸的建築物繼續向高空發展，中環的恆生大廈、聯邦大廈及國際大廈先後成為當時香港最高的建築物。
隨著新界的發展，香港的道路網絡得以大幅擴展。1967年11月14日，連接九龍塘及沙田區的獅子山隧道正式啟用，為香港最早通車的行車隧道。1969年，橫跨維多利亞港連接香港島灣仔及九龍紅磡的香港海底隧道得以落實興建，並於同年9月1日開始動工興建。
航空建設方面，啟德機場的新客運大樓及停車場於1962年落成並投入使用，控制塔亦遷至新客運大樓，而舊有的客運大樓則在1965年拆卸。新客運大樓一直沿用到1998年機場搬遷之時。
港府於1964年邀請了來自英國的道路研究部門，就香港交通未來發展進行研究。研究部門在1967年發表《香港乘客運輸研究》，交代香港有必需興建一種集體運輸系統，以解決當時的交通問題。這個建議成為了未來香港地鐵籌辦的基礎。1968年，研究部門發表《香港長遠道路研究》，設立香港幹線編號系統，並建議了多條道路的興建。
六七暴動期間，香港交通受到嚴重影響，但間接催生了香港小巴的發展。1969年，港府將曾在暴動期間疏導交通的九座位載客白牌車合法化，希望能輔助公共運輸不足。這些白牌車逐漸發展成為今日的小巴。

### 製造業

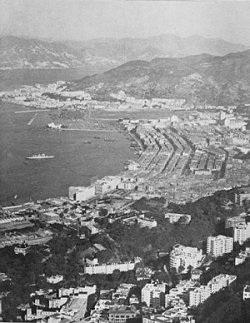
1960年代的灣仔

香港紡織工業在1960年代有長足發展，約有625,000人直接或間接投身這個行業，紡織業亦由最初以棉織業為主，其後逐漸發展出毛織業，到1960年代後期更擴展至人造纖維和成衣製造業。而香港輸出的紡織品和成衣，佔1960年代本地產品出口總值51%以上。塑膠製品業亦於1960年代興起，產品更遠銷到歐美。 
在中國共產黨執政後，由長三角地區逃亡到香港的企業家，利用香港充沛的勞動力，在香港投資發展工業。香港產品的品質在本地創新及引進新技術後，逐漸由低質素轉為高質素的「Made in Hong Kong」貨品，香港品牌產品得以抬頭。香港的工廠一直以中型規模為主。1968年起，少於100人的工廠佔了本地向英國輸出的42%，相當於港幣1.2億元

### 造船及航運

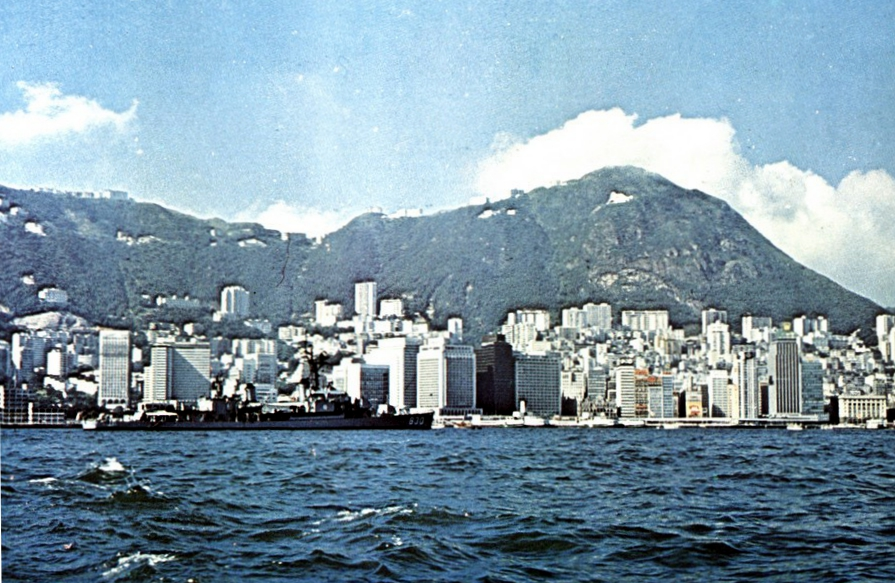
1969年中環沿岸

香港地理位置優良，水深足以遠洋船隻停靠，令香港在港口發展具有先天性優勢，加上香港在1960年代製造業發達，航運在本地出口增長下需求大增，使香港的造船及航運業於1960年代得到很大的發展。香港當時擁有兩個大型船塢，分別是在香港島的太古船塢及在九龍的黃埔船塢，當中太古船塢更一度是英國於遠東御用30,000噸級船塢，再加上大量中小型船廠，使造船業出現百花爭鳴情況。隨著造船業發達使航運業得到長足發展，當時最萫名的航運公司有包玉剛的環球航運、董浩雲的東方海外及趙從衍的華光航運等等。據當時統計，包玉剛與董浩雲分佔世界十大私人船東中的首位及第七位，當中包玉剛所擁有的船隻噸位，已經是當時蘇聯全國的50%。
越戰時期，作為不受共產主義影響的中立地區，香港成為美國海軍在亞洲的停泊及補給站。

### 金融業
隨著1960年中華煤氣的上市，以及1961年怡和洋行與九龍巴士的上市，再加上因中國大陸的三年困難時期，大量新移民湧入，導致香港股市及香港樓市出現不健康的繁榮現象。雖然在1961年6月14日爆發廖創興銀行擠提，1個月後董事長廖寶珊受到太大打擊因腦溢血身亡，但由於樓市股市互相追逐，成交額創第二次世界大戰後的新高，然而卻隱伏了香港銀行體系的危機。自恆生指數於1964年7月31日以100點為恆基數起，曾於1965年1月29日上升至103.53點，半年內只上升3.53%，已顯示出市場的憂慮。
在1965年1月26日，小型銀行明德銀號發生擠提，到1月30日因對地產放款過度宣佈破產。而於2月6日，廣東信託銀行同樣發生擠提，不出兩天，2月8日宣佈全線停業。當天下午即波及多間華資銀行，包括當時最大華資銀行恆生銀行，以及廣安銀行、道亨銀行、永隆銀行等銀行，並繼續蔓延至遠東銀行及廣安銀行，並波及澳門。香港政府即時安排由香港上海匯豐銀行無限量出資支持恆生銀行、遠東銀行及永隆銀行，渣打銀行則支持道亨銀行及廣安銀行。事件到2月10日暫時平息，廣東信託銀行最後亦宣佈破產。然而，市面謠言仍然針對恆生銀行。同年4月5日，恆生銀行於一天之內失去六分之一的總存款，至4月10日與匯豐達成協議，以5100萬港元出售51%股權予匯豐，擠提潮即告平息，恆生銀行則成為匯豐集團成員，但全港最大的華資銀行即變為英資匯豐的附屬公司，事後引起各方議論。同年11月25日由邱德根創辦的遠東銀行再次遭到擠提，匯豐應財政司要求，宣佈對該行作出無條件支持，直到1969年該行被萬國寶通銀行收購為止。1966年9月15日，匯豐根據財政司的命令接管有財政困難的有餘銀行。由於這次金融風波，恆生指數於1965年跌了近四份之一。
另一方面，在1967年受到六七暴動影響，香港再度爆發股災，而香港證券交易所曾兩次宣佈停市共10天。同年8月31日，恆生指數報58.61點，創出有恆生指數以來最低紀錄。由於當時的停市措施引起部份華人不滿，間接催生了以華人為對象的證券交易所。由華商李福兆牽頭的一群華資經紀暗中籌備的華人股票交易市場遠東交易所，遂於1969年12月17日正式開業。

### 資源
香港的食水供應一直依賴收集降雨，但適合建造水塘的山谷已所餘無幾，為應付香港人口的持續增長，香港政府於1960年決定在船灣的海中修築堤壩，在1968年建成船灣淡水湖，成為香港在當時儲水量最大的淡水收集區，配合船灣淡水湖工程計劃的下城門水塘於1965年啟用。香港政府亦與廣東省討論從東江購買淡水，雙方於1964年簽訂供水協議，興建東江──深圳供水工程（東深供水工程），輸水量可達每天15,000加侖。但由於建造船灣淡水湖、建設輸水管道及設施需時，未能及時解決香港在1960年代遇到的嚴重供水短缺問題。

### 國際關係
海事處在1967年加入國際海事組織。

## 社會文化

### 電影及電視
在1960年代，香港出現了第一位流行文化的年輕人偶像——陳寶珠。話雖如此，香港電影的內容仍然深受中華文化影響。1960年的倩女幽魂是一套由邵氏兄弟(香港)電影有限公司製作的電影，由樂蒂主演，曾獲選參加法國康城電影節，乃第一部參加國際影展的香港色彩電影。
1965年，以上述的邵氏電影公司及利孝和等人為首的香港電視集團，成功投得香港免費無線電視牌照。1967年11月19日，電視廣播有限公司正式啟播，成為第一間提供免費電視廣播的公司，使電視在香港逐漸普及化，並對當時另一個收費電視廣播麗的映聲開始構成威脅。
歷史悠久的明報週刊在1968年11月27日創刊。

### 節慶活動
1969年12月6日至12月15日，第一屆香港節舉行。是次活動籌備了7個月，花費400萬港元。這活動舉辦的目的是希望將大眾於六七暴動後尚未平復的情緒得以轉移，並加強社會凝聚力。參加者超過500,000人，包括外國遊客。

### 建築設計
1960至1970年代的建築主張材料價廉耐用，應用於唐樓和公共屋邨的設計上，而成為這個年代甚至之後二、三十年的代表：

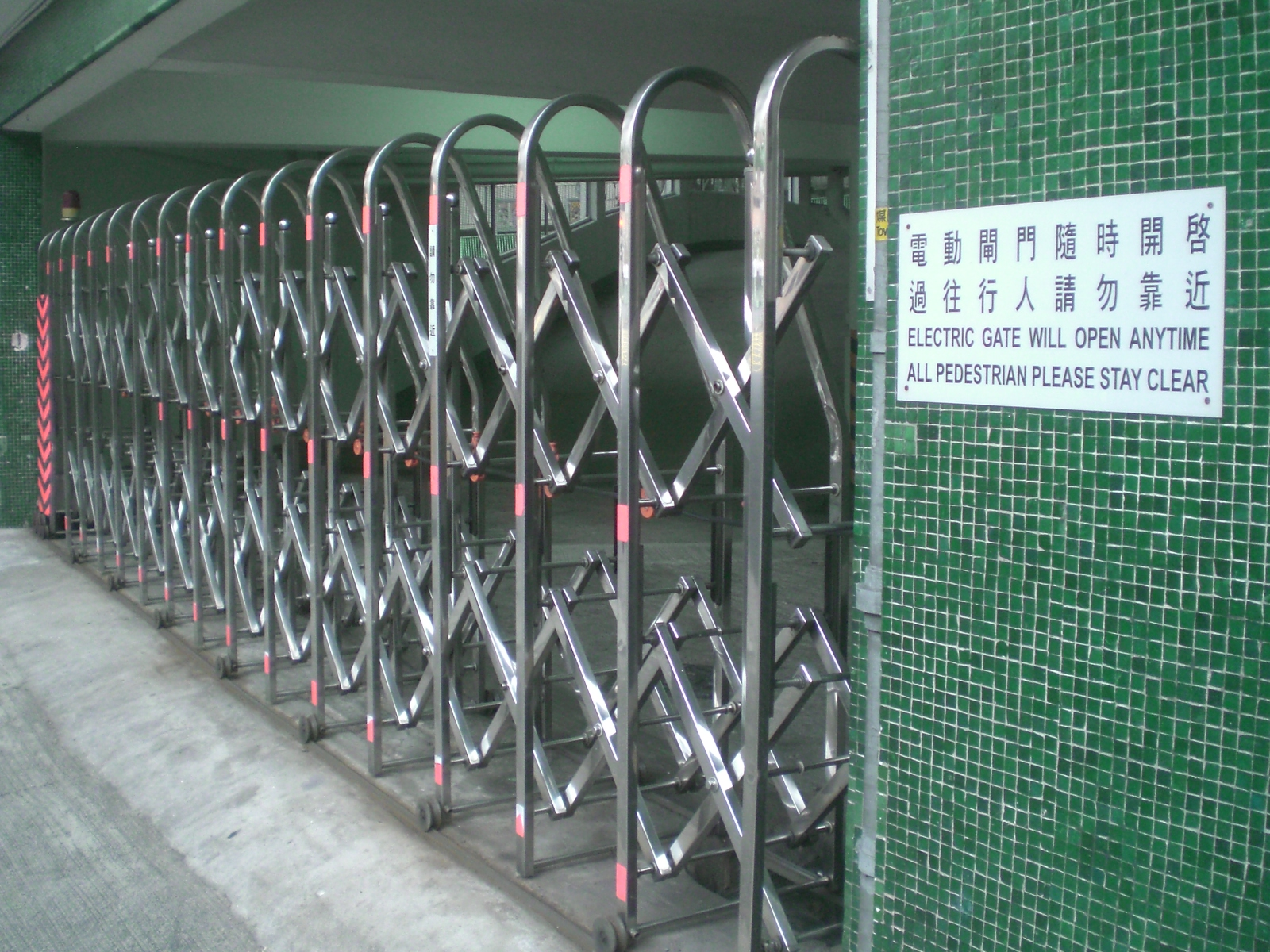
紙皮石
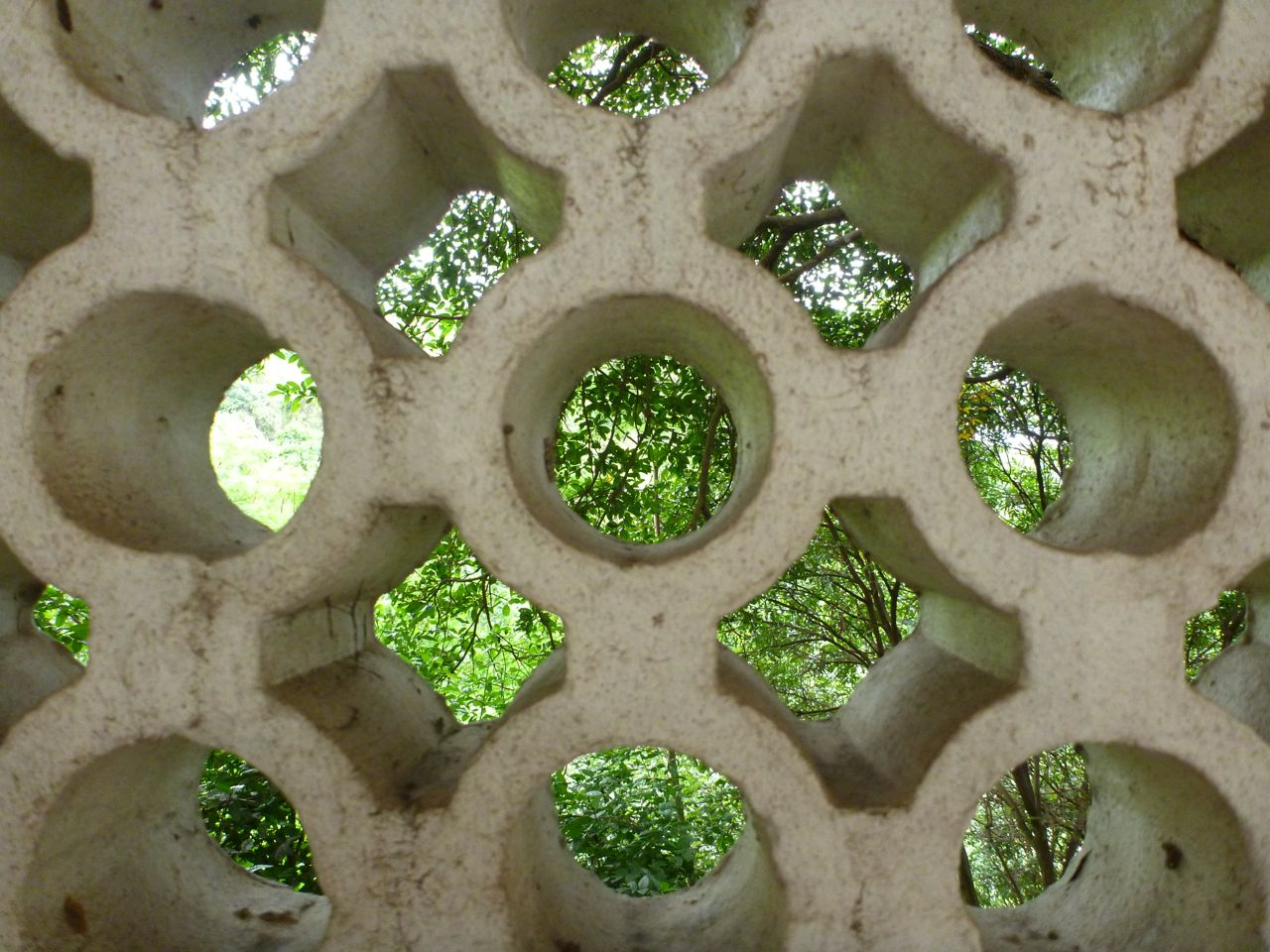
通花磚
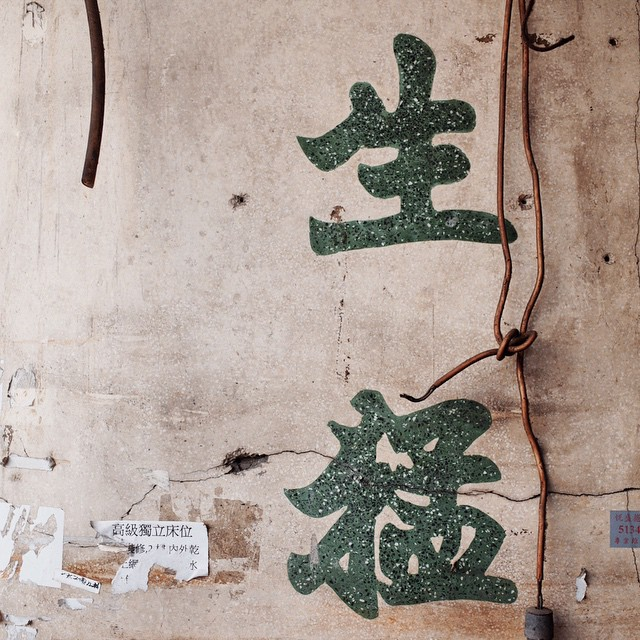
水磨石
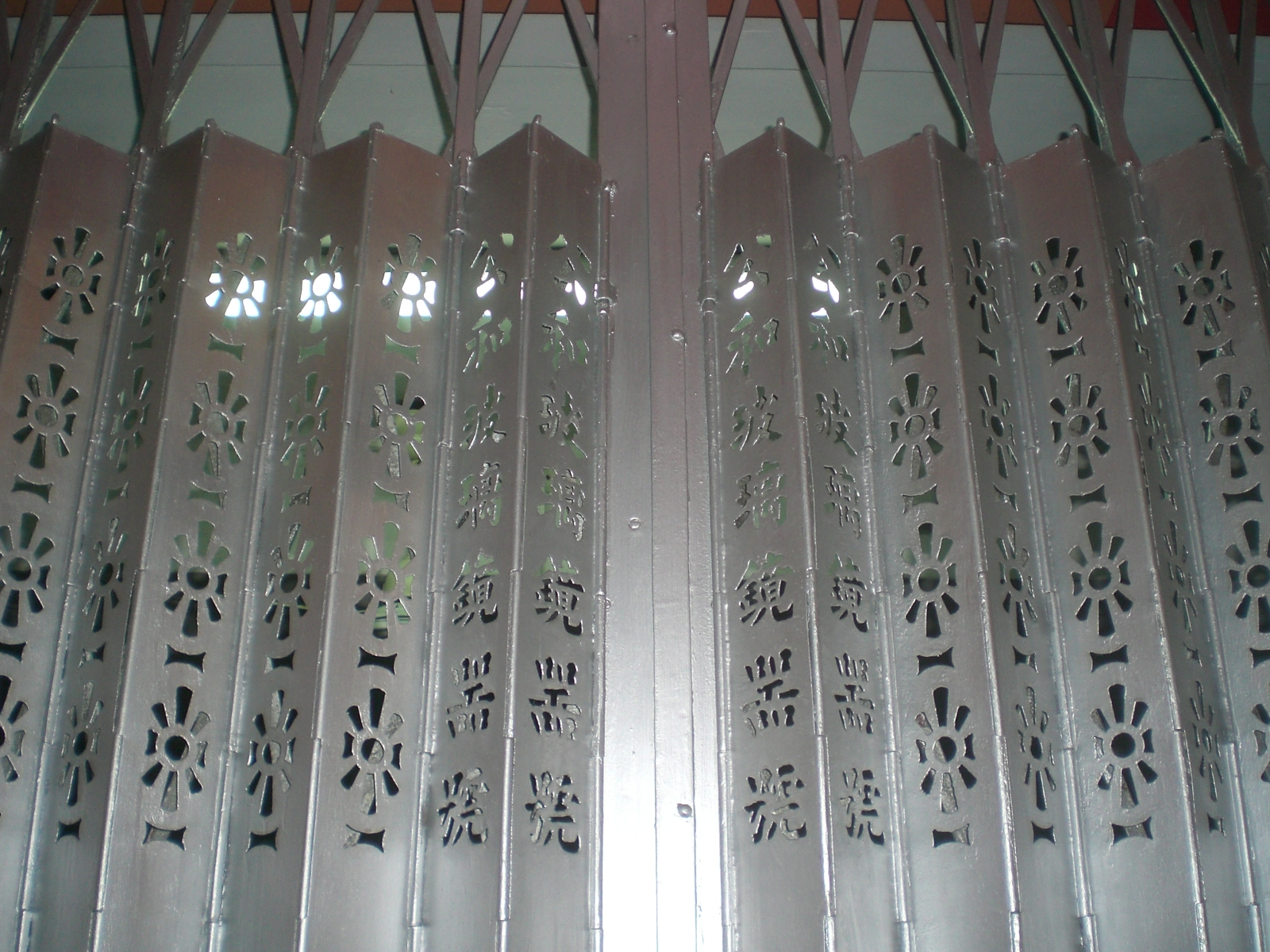
橫摺雕花鐵閘
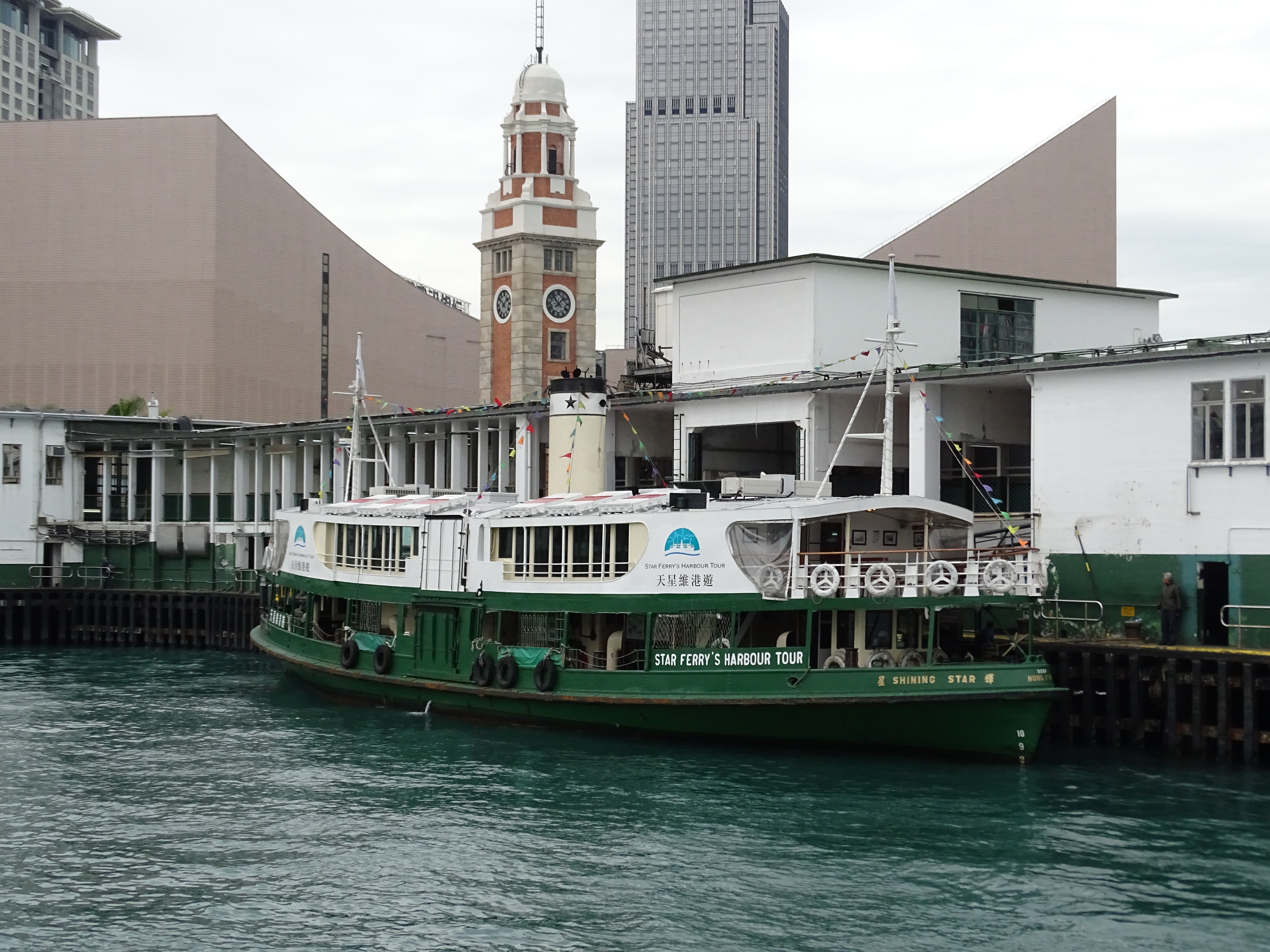
墨綠色油漆

## 出生人物
- 張學友，香港著名歌手和電影演員[40]（1961年7月10日出生）
- 劉德華，香港著名演員兼歌手（1961年9月27日出生）
- 黃日華，著名香港電視和電影演員（1961年9月4日出生）
- 周星馳，著名香港電影演員（1962年6月22日出生）
- 梁朝偉，香港著名電影演員、歌手（1962年6月27日出生）
- 黃家駒，香港殿堂級搖滾樂歌手（1962年6月10日出生）